# Veľké Ludince
Veľké Ludince (em húngaro: Nagyölved) é um município da Eslováquia, situado no distrito de Levice, na região de Nitra. Tem 31,8 km² de área e sua população em 2018 foi estimada em 1.478 habitantes.

## Demografia
| Ano:        | 1994 | 2004   | 2014    | 2024   |
| ----------- | ---- | ------ | ------- | ------ |
| Broj ljudi: | 1729 | 1680   | 1503    | 1458   |
| Razlika:    |      | -2,83% | -10,53% | -2,99% |

| Ano:               | 2023 | 2024   |
| ------------------ | ---- | ------ |
| Número de pessoas: | 1470 | 1458   |
| Diferença:         |      | -0,81% |